# Francisco Beceña
Francisco Pedro Beceña González (Cangas de Onís, provincia de Oviedo, 30 de octubre de 1889 - Sama de Langreo, provincia de Oviedo, hacia el 7 de agosto de 1936) fue un  jurista español, vocal del Tribunal de Garantías Constitucionales y catedrático de Derecho Procesal en las universidades de Oviedo (entre 1925 y 1930), La Laguna, Valencia y Madrid.
Miembro del Partido Republicano Liberal Demócrata era un hombre próximo a Melquíades Álvarez. A primeros de agosto de 1936, al poco de estallar la Guerra Civil Española, fue encarcelado por milicianos del bando republicano y asesinado poco después.

## Biografía
Hijo del matrimonio formado por  Francisco Beceña y Coro y Camila González Pérez, nace el domicilio familiar sito en el barrio de Mercado de la ciudad de Cangas de Onís.
La holgada posición económica de la familia se debía a que su padre fue “americanu”, es decir un emigrante a tierras hispanoamericanas en busca de la prosperidad y fortuna que su Asturias natal le negaba. Según algunos autores, el padre de Beceña había embarcado para Cuba en 1852 regresado en 1877 con una gran fortuna que después acrecentó. Pero si bien es cierto que Francisco Beceña y Coro, como tantos asturianos de aquella época que también embarcaron hacia América en busca de fortuna, fue un "americanu" emigrante a la América hispana, fuentes de su familia confirman  que Beceña padre no eligió Cuba como destino, sino que se dirigió a Chile donde se estableció en Valparaíso, prosperando allí como hombre de negocios y haciendo acopio una importante fortuna.
Francisco inició el bachillerato  en el colegio de la Inmaculada Concepción, que la Compañía de Jesús tiene en Gijón.

### Formación
Cursó estudios de Derecho en la Universidad de Deusto y se examinó oficialmente en la de Salamanca, obteniendo la licenciatura en 1910.
Ejerció la abogacía especializándose en derecho procesal a partir de 1915.
Enviado en  1921 por la Junta para la Ampliación de Estudios  a la Universidad de Berna.
El doctorado lo cursó en la Universidad Central, que en aquella época era la única en la que se podía obtener el título de doctor, presentando la tesis titulada El interés del capital y la Ley Azcárate contra la usura.

### Catedrático
En 1923 obtuvo la cátedra de “Procedimientos Judiciales y Práctica Forense” de la Universidad de La Laguna.
Beceña no viajó a Canarias porque pasó, una vez que había tomado posesión de la cátedra, a la situación de excedencia en la que se mantuvo un año. Al quedar vacante la cátedra de la asignatura en la Universidad de Valencia, tomó posesión de ella el 1 de diciembre.
En octubre de 1925 permutó la plaza al catedrático de Oviedo Marcos Pelayo, permaneciendo en esta Universidad por espacio de cinco años, cuando tuvo la oportunidad de trasladarse  a la Universidad Central al jubilarse Tomás Montejo y Rica, en 1928. Beceña tomó parte en el concurso, siendo nombrado por Real Orden de 21 de febrero de 1930.
Para la pedagogía del derecho adoptó el método del case system, inventado hacía pocas décadas en Estados Unidos. Su alumno Ángel Enciso Calvo diría en 1940 que Beceña representó para la universidad española "el primer intento serio de poner los estudios y la enseñanza del Derecho procesal a altura universal”.

### Actividad política y muerte
Beceña estaba afiliado al Partido Reformista de Melquíades Álvarez, con quien había simpatizado en 1910, y dentro del partido se encontraba ideológicamente en el sector más a la izquierda. En 1931, ya durante la Segunda República, dio un mitin en el Teatro Campoamor de Oviedo en el que criticó a la parte de la izquierda que había colaborado con la dictadura de Primo de Rivera. El mitin terminó en tumulto. Al año siguiente criticó la torpeza de la política religiosa de la República en temas religiosos, ya que estaba dando solo "golpes a lo externo, sin dañar las partes esenciales de la Iglesia Católica, provocando ruido, rencores y pocos daños". En 1933 Beceña fue elegido por las izquierdas para el recién creado Tribunal de Garantías Constitucionales por un mandato de cuatro años.
El 18 de julio de 1936, el estallido de la Guerra Civil le sorprendió de vacaciones en Asturias. Lo que ocurrió después es confuso. Según algunas versiones, Beceña estaba en Cangas de Onís y huyó hacia el concejo de Ponga para pasar a la provincia de León, controlada por el bando sublevado. Otros dicen que estaba de caza cerca de Ponga. En cualquier caso, el día siguiente, 19 de julio, Beceña ingresó en la prisión de Cangas de Onís, bien por haber sido arrestado bien por haberse entregado voluntariamente al presidente del Comité de Guerra local, del bando republicano. Pasó varios días en la cárcel hasta que fue "sacado" y asesinado en algún lugar indeterminado de la carretera hacia Sama de Langreo. Sus restos mortales no  han sido localizados. La fecha pudo ser entre el 23 de julio y el 7 de agosto. El motivo de su asesinato se desconoce pero se ha supuesto que pudo deberse al rencor por el mencionado mitin de 1931 en Oviedo.

## Reconocimiento
En 1940 su hermana Camila Beceña instituyó en memoria suya una beca en el seminario diocesano de Oviedo. Por haber legado parte de sus bienes a la facultad de Derecho de Oviedo, esta universidad  ha dado el nombre de «Francisco de Beceña» a su Seminario de Derecho Procesal.
También el Ayuntamiento de Oviedo le dedicó una calle con la denominación de Catedrático Francisco Beceña González, que se encuentra situada en el barrio Buenavista.
La Fundación Hogar Beceña González fue  fundada por los benefactores cangueses Camila Beceña y José González, se ubica en Cangas de Onís y admite tanto pacientes válidos como asistidos.

## Algunas  obras  de la doctrina procesal
Su obra no es muy abundante, en parte porque murió joven, en plena madurez intelectual. Las primeras publicaciones datan de 1920 y la última de 1934.
- Valor jurídico de la demanda (Notas a una Sentencias del Tribunal Supremo). En “Revista de Derecho Privado”, núm. 77, febrero (1920), pp. 46-50.
- Los procedimientos ejecutivos en el Derecho procesal español (Notas de sistematización). En “Revista de Derecho Privado”, núms. 82-83, julio-agosto (1920), pp.221-225.
- Sobre la formación de la Magistratura. En el diario “El Sol”, del 23 de abril de 1921.
- Casos de Derecho procesal civil para uso de los estudiantes, Madrid, 1925.
- Magistratura y Justicia.
- Notas para el estudio de los problemas fundamentales de la organización judicial.
- Notas de Derecho procesal civil.
- Notas de Derecho procesal penal.
- Sobre la instancia única o doble en el proceso civil.
- El interés del capital y la ley Azcárate contra la usura (1923).(tesis doctoral, publicada en la  Librería General que el editor Victoriano Suárez tenía en la calle Preciados número 48)
- Casos de derecho Procesal y Civil para uso de estudiantes (1925).